# Subespai invariant
En matemàtiques, un subespai invariant d'una aplicació lineal
T : V → V
d'un espai vectorial V a ell mateix és un subespai W de V tal que T(W) està contingut en W. Hom diu també que un subespai invariant de T és T-invariant.
Si W és T-invariant, podem restringir T a W per obtenir una nova aplicació lineal
T|W : W → W.
A continuació donarem alguns exemples de subespais invariants.
Evidentment, el mateix V i el subespai {0}, són subespais invariants trivials per qualsevol aplicació lineal T: V → V. Per a algunes aplicacions lineals, existeixen subespais invariants no trivials; considerem per exemple una rotació en un espai vectorial bidimensional.
Sigui v un vector propi de T, és a dir, T v = λv. Aleshores l'espai vectorial generat per v, W = <{v}> és T-invariant. Com a conseqüència del teorema fonamental de l'àlgebra, qualsevol aplicació lineal sobre un espai vectorial complex de dimensió finita amb dimensió ≥2 té un vector propi. Per tant, qualsevol aplicació lineal amb aquestes característiques té un subespai invariant no trivial. El fet que el cos dels nombres complexos sigui algebraicament tancat és una condició necessària. Comparant amb l'exemple anterior, hom pot veure que els subespais invariants d'una aplicació lineal depenen del cos d'escalars de V.
Un vector invariant (també anomenat punt fix de T), diferent del vector nul, genera un subespai invariant de dimensió 1. L'aplicació lineal T actua sobre un subespai invariant de dimensió 1 mitjançant multiplicació per un escalar, i consisteix en vectors invariants si i només si aquest escalar és 1.
Com indiquen els exemples anteriors, els subespais invariants d'una aplicació lineal donada T donen una idea de l'estructura de T. Quan V és un espai vectorial de dimensió finita sobre un cos algebraicament tancat, les aplicacions lineals que actuen sobre V es poden caracteritzar (llevat de semblança) per la seva forma canònica de Jordan, la qual descompon V en subespais invariants de T. Moltes qüestions fonamentals sobre T poden traslladar-se a qüestions sobre els subespais invariants de T.
Més generalment, els subespais invariants es defineixen per conjunts d'operadors, considerats com a subespais, invariants per tot operador del conjunt. Denotem per L(V) l'àlgebra de les transformacions lineals de V, i sigui Lat(T) la família de subespais invariants sota T ∈ L(V). (La notació "Lat" prové de l'anglès lattice, ja que Lat(T) forma un reticle; vegeu la discussió més endavant.) Si tenim un conjunt no-buit Σ ⊂ L(V), podem considerar els subespais invariants que són invariants per cada T ∈ Σ. Simbòlicament,
{\displaystyle {\mbox{Lat}}(\Sigma )=\bigcap _{T\in \Sigma }{\mbox{Lat}}(T)\;.}
Per exemple, és fàcil veure que si Σ = L(V), llavors Lat(Σ) = { {0}, V}.
Donada una representació d'un grup G sobre un espai vectorial V, tenim una transformació lineal T(g): V → V per tot element g de G. Si un subespai W de V és invariant respecte a totes aquestes transformacions, llavors és una subrepresentació, i el grup G actua sobre W de manera natural.
Donem un altre exemple: sigui T ∈ L(V) i sigui Σ l'àlgebra generada per {1, T}, on 1 és l'operador identitat. Llavors Lat(T) = Lat(Σ).

## Representació matricial
Donada qualsevol transformació lineal T: V → V sobre un espai vectorial de dimensió finita, T es pot representar mitjançant una matriu, si hom escull prèviament una base.
Suposem ara que W és un subespai T-invariant. Escollim una base C = {v1, ..., vk} de W i la completem fins a formar una base B de V. Llavors, respecte a aquesta base, la representació matricial de T pren la forma:
{\displaystyle T={\begin{bmatrix}T_{11}&T_{12}\\0&T_{22}\end{bmatrix}}}
on el bloc superior esquerre T11 és la restricció de T a W.
en altres paraules, donat un subespai invariant W de T, V es pot descompondre com a suma directa
{\displaystyle V=W\oplus W'.}
Interpretant T com un operador matricial
{\displaystyle T={\begin{bmatrix}T_{11}&T_{12}\\T_{21}&T_{22}\end{bmatrix}}:{\begin{matrix}W\\\oplus \\W'\end{matrix}}\rightarrow {\begin{matrix}W\\\oplus \\W'\end{matrix}},}
llavors és senzill veure que T21: W → W' ha de ser l'aplicació nul·la.
La qüestió de determinar si un subespai donat W és invariant per T és evidentment un problema de naturalesa geomètrica. La representació matricial ens permet reformular aquest problema de forma algebraica. L'operador de projecció P sobre W es defineix com P(w + w') = w, on w ∈ W i w' ∈ W'. La projecció P té la següent representació matricial:
{\displaystyle P={\begin{bmatrix}1&0\\0&0\end{bmatrix}}:{\begin{matrix}W\\\oplus \\W'\end{matrix}}\rightarrow {\begin{matrix}W\\\oplus \\W'\end{matrix}}.}
Un càlcul senzill mostra que W = Im P, el recorregut de P, és invariant per T si i només si PTP = TP. En altres paraules, un subespai W que sigui un element del reticle Lat(T) és equivalent al fet que la corresponent projecció satisfaci la relació PTP = TP.
Si P és una projecció (és a dir, P² = P), també ho és 1 - P, on 1 és l'operador identitat. D'aquí se segueix que TP = PT si i només si tant Im P com Im (1 - P) són invariants per T. En aquest cas, T té la representació matricial
{\displaystyle T={\begin{bmatrix}T_{11}&0\\0&T_{22}\end{bmatrix}}:{\begin{matrix}{\mbox{Im}}P\\\oplus \\{\mbox{Im}}(1-P)\end{matrix}}\rightarrow {\begin{matrix}{\mbox{Im}}P\\\oplus \\{\mbox{Im}}(1-P)\end{matrix}}\;.}
Col·loquialment, hom diu que una projecció que commuta amb T "diagonalitza T".

## Problema del subespai invariant
El problema del subespai invariant contempla el cas en què V és un espai de Hilbert separable sobre els nombres complexos, de dimensió > 1, i T és un operador afitat. El problema és decidir si tot T amb aquestes característiques té un subespai invariant tancat i no trivial. Aquest problema no està resolt a 2013.
En el cas més general en què suposem que V és un espai de Banach, hi ha un exemple d'un operador sense subespais invariants; l'existència d'un tal operador fou demostrada per Per Enflo (1976). Charles Read en va donar un exemple concret el 1985.

## Reticle de subespais invariants
Donat un Σ ⊂ L(V) no buit, els subespais invariant que són invariants per tot element de Σ formen un reticle, que hom anomena sovint el reticle de subespais invariants de Σ, i es denota per Lat(Σ).
Les operacions en reticles es defineixen de manera natural: per Σ' ⊂ Σ, l'operació ínfim o màxima fita inferior es defineix per 
{\displaystyle \bigwedge _{W\in \Sigma '}W=\bigcap _{W\in \Sigma '}W}
mentre que l'operació suprem o mínima fita superior és
{\displaystyle \bigvee _{W\in \Sigma '}W={\mbox{span}}\bigcup _{W\in \Sigma '}W\;.}
Un element minimal de Lat(Σ) s'anomena un subespai invariant minimal.

## Teorema fonamental de l'àlgebra no-commutativa
De la mateixa manera que el teorema fonamental de l'àlgebra assegura que tota transformació lineal sobre un espai vectorial complex de dimensió finita té un subespai invariant no-trivial, el teorema fonamental de l'àlgebra no-commutativa afirma que Lat(Σ) conté elements no trivials per a un cert Σ.
| Suposem que V és un espai vectorial complex de dimensió finital. Per tota subàlgebra pròpia Σ de L(V), Lat(Σ) conté un element no trivial. Burnside |

El teorema de Burnside té una importància fonamental en l'àlgebra lineal. Una conseqüència és que tota família commutativa de L(V) es pot triangularitzar superiorment de forma simultània.
Hom diu que un Σ ⊂ L(V) no buit és triangularitzable si existeix una base {e1...en} de V tal que
{\displaystyle \langle \{e_{1},\cdots ,e_{k}\}\rangle \in {\mbox{Lat}}(\Sigma )\quad \forall k\geq 1\;.}
(on la notació {\displaystyle \langle \cdots \rangle } denota el subespai generat)
En altres paraules, Σ és triangularitzable si existeix una base tal que tot element de Σ té una representació matricial triangular superior en aquesta base. Del teorema de Burnside es desprèn que tota àlgebra commutativa Σ de L(V) és triangularitzable. Per tant, tota família commutativa de L(V) pot ser triangularitzada superiorment de forma simultània.

## Ideals per l'esquerra
Si A és una àlgebra, hom pot definir una representació regular per l'esquerra Φ en A: Φ(a)b = ab és un homomorfisme de A cap a L(A), l'àlgebra de les transformacions lineals sobre A
Els subespais invariants de Φ són precisament els ideals per l'esquerra de A. Un ideal per l'esquerra M de A dona una subrepresentació de A dins M.
Si M és un ideal per l'esquerra de A, considerem l'espai vectorial quocient A/M. La representació regular per l'esquerra Φ de M indueix una representació Φ' de A/M. Si [b] denota una classe d'equivalència de A/M, Φ'(a)[b] = [ab]. El nucli de la representació Φ' és el conjunt {a ∈ A| ab ∈ M per tot b}.
La representació Φ' és irreductible si i només si M és un ideal maximal per l'esquerra, perquè un subespai V ⊂ A/M és invariant per {Φ'(a)| a ∈ A} si i només si la seva antiimatge per l'aplicació quocient, V + M, és un ideal per l'esquerra de A.